# Матьюс (округ)
Округ Матьюс (англ. Mathews County) располагается в США, в штате Виргиния. По состоянию на 2010 год, численность населения составляла 8978 человек. Был образован в 1791 году.

## География
По данным Бюро переписи США, общая площадь округа равняется 653 км², из которых 223 км² суша и 430 км² или 65,9 % это водоёмы.

### Соседние округа
- Нортгемптон (Виргиния) — восток
- Мидлсекс (Виргиния) — север
- Глостер (Виргиния) — юг и запад
- Йорк (Виргиния) — юг

## Демография
По данным переписи населения 2010 года в округе проживает 8 978 жителей в составе 3 932 домашних хозяйств и 2 823 семей. Плотность населения составляет 41 человек на км². На территории округа насчитывается 5 333 жилых строений, при плотности застройки 24 строений на км². Расовый состав населения: белые — 88,0 %, афроамериканцы — 9,2 %, коренные американцы (индейцы) — 0,2 %, азиаты — 0,3 %, представители других рас — 0,3 %, представители двух или более рас — 1,9 %. Испаноязычные составляли 1,2 % населения независимо от расы.
В составе 24,20 % из общего числа домашних хозяйств проживают дети в возрасте до 18 лет, 61,20 % домашних хозяйств представляют собой супружеские пары проживающие вместе, 7,90 % домашних хозяйств представляют собой одиноких женщин без супруга, 28,20 % домашних хозяйств не имеют отношения к семьям, 24,90 % домашних хозяйств состоят из одного человека, 13,50 % домашних хозяйств состоят из престарелых (65 лет и старше), проживающих в одиночестве. Средний размер домашнего хозяйства составляет 2,32 человека, и средний размер семьи 2,75 человека.
Возрастной состав округа: 19,90 % моложе 18 лет, 5,20 % от 18 до 24, 23,10 % от 25 до 44, 30,10 % от 45 до 64 и 21,60 % от 65 и старше. Средний возраст жителя округа 46 лет. На каждые 100 женщин приходится 93,20 мужчин. На каждые 100 женщин старше 18 лет приходится 91,70 мужчин.
Средний доход на домохозяйство в округе составлял 43 222 USD, на семью — 50 653 USD. Среднестатистический заработок мужчины был 36 294 USD против 23 434 USD для женщины. Доход на душу населения составлял 23 610 USD. Около 4,30 % семей и 6,00 % общего населения находились ниже черты бедности, в том числе — 7,50 % молодежи (тех кому ещё не исполнилось 18 лет) и 4,80 % тех кому было уже больше 65 лет.